# ふたつの名前を持つ少年
『ふたつの名前を持つ少年』（ふたつのなまえをもつしょうねん、原題：Lauf Junge lauf）は、2013年制作のドイツ・フランス・ポーランドのドラマ映画。
第二次世界大戦中、ナチス・ドイツのユダヤ人迫害から身元を偽って懸命に逃げ延びようとする1人の少年の姿を、実話を基に描く。原作は、自身も収容所に入れられた経験を持つ児童文学作家ウーリー・オルレブの「走れ、走って逃げろ」（岩波書店刊）。文部科学省特別選定作品（対象：青年向き・成人向き）。

## あらすじ
第二次世界大戦中の1942年、ポーランド・ワルシャワのゲットーから8歳の少年スルリックが脱走した。だが、森の中で飢えと寒さで倒れてしまう。
彼を救ったのはヤンチック夫人だった。彼女はスルリックにユダヤ人だと気づかれないように“ユレク”という偽名を与え、ポーランド人としての架空の身の上話とキリスト教の作法を教え込む。
こうして“ポーランド人孤児のユレク”となったスルリックは、「絶対に生きろ」という父の言葉を胸に、1人過酷な放浪の旅に出る。

## キャスト

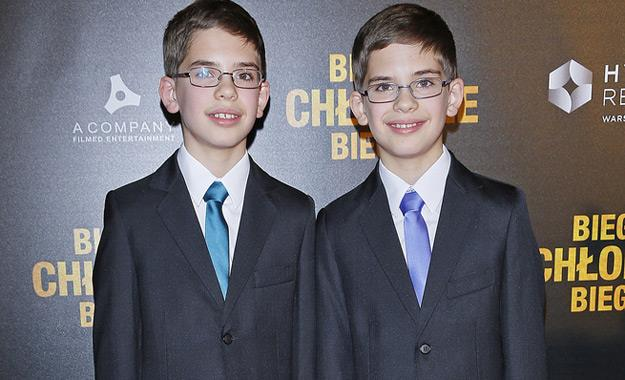
主人公スルリック/ユレクを演じたアンジェイ・トカチとカミル・トカチ

- スルリック/ユレク：アンジェイ・トカチ/カミル・トカチ（2人1役）[2][5][6][7]（吹替：山村響）[8][9]
- ヤンチック夫人：エリザベス・デューダ（吹替：安藤麻吹）
- モシェ・フレンケル：イタイ・ティラン
- フリードマン：ズビグニェフ・ザマホフスキ
- ヘルマン夫人：ジャネット・ハイン（吹替：大津愛理）
- パヴェル：ルカツ・ガイジス
- SS将校：ライナー・ボック（吹替：多田野曜平）
- ベルトルト・フランシスコ・フランクリン